# Guillaume de Digulleville
Guillaume de Digulleville (* 1295 in Digulleville; † nach 1358) war ein mittelalterlicher Mönch und Dichter aus Frankreich.

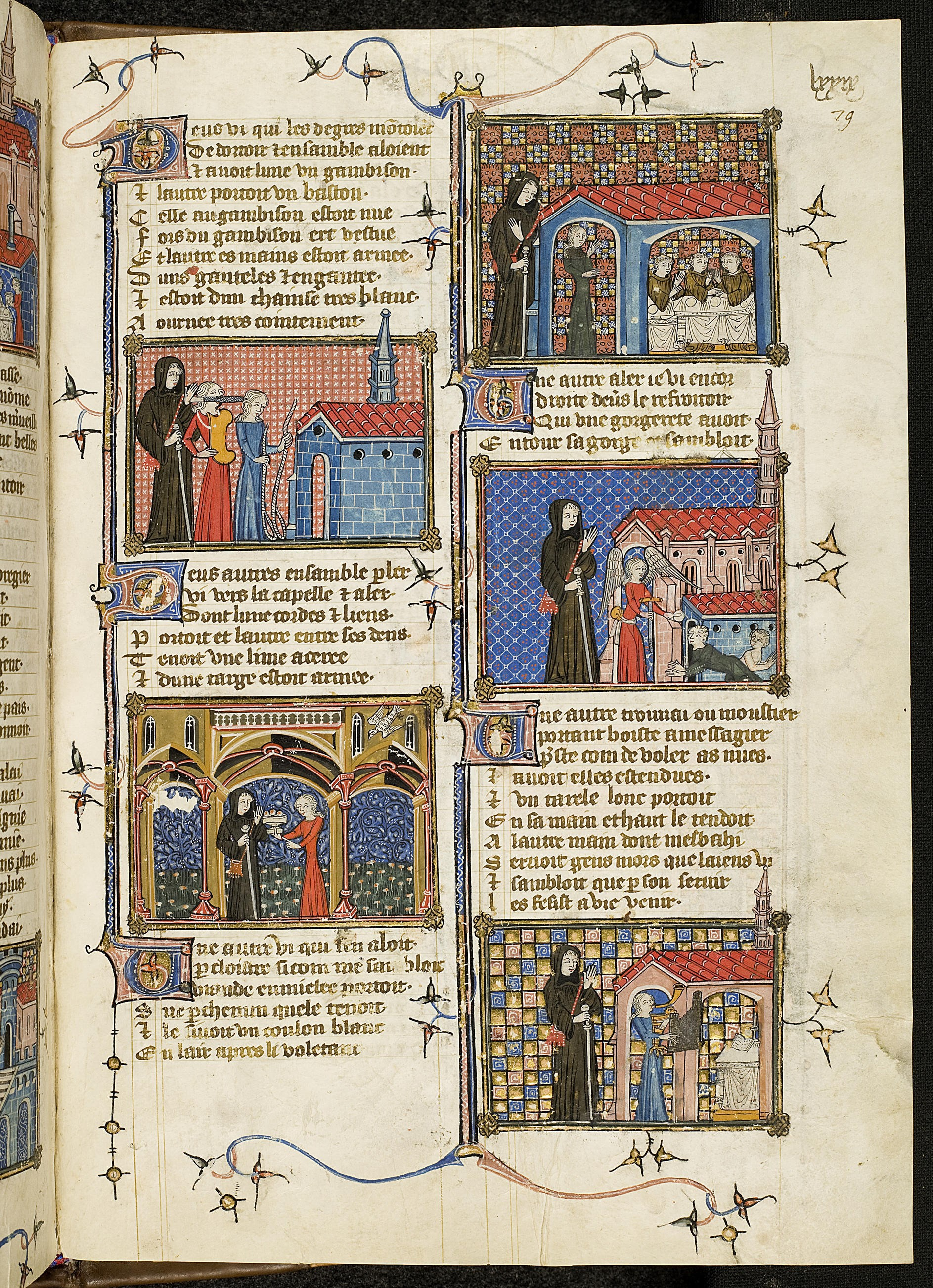
Buchillumination der Le pèlerinage de la vie humaine von Guillaume de Digulleville (Universitätsbibliothek Heidelberg, Cod. Pal. lat. 1969, Fol. 79^{r})

## Leben
Alles was über Guillaume an biographischen Daten bekannt ist, wurde aus seinen Werken erschlossen.
Er war Prior der Zisterzienserabtei von Chaalis bei Senlis (Oise) und Verfasser einflussreicher religiös-allegorischer Dichtungen in mittelfranzösischer Sprache.
Berühmt war sein Werk Les Pèlerinages, drei lange Gedichte über das Thema des Homo viator, des reisenden Menschen. Im ersten Gedicht, Le pèlerinage de la vie humaine, das aus 13.540 Versen besteht, beschreibt er, wie er nach der Lektüre des Rosenromans eine Vision hatte, die ihn auf eine spirituelle Reise nach Jerusalem führte. Ein besonders reich ausgestattetes Exemplar wird in der Universitätsbibliothek Heidelberg verwahrt. Die um 1375 in der Picardie entstandene Handschrift weist 126 Miniaturen in Deckfarben und Blattgold auf, die vermutlich in Toulouse ausgeführt wurden. Über Margarete von Savoyen, die in zweiter Ehe Pfalzgraf Ludwig IV. heiratete, gelangte der Codex nach Heidelberg. Nach der Wegführung der Bibliotheca Palatina im Dreißigjährigen Krieg gelangte die Handschrift über Paris im 19. Jahrhundert erneut in die Kurpfalz.

## Werke
- Le pèlerinage de la vie humaine (1330–31), zweite Version dieses Werkes (1355)
- Le Pèlerinage de l’Âme (1355–58)
- Le Pèlerinage de Jésus Christ (1358)
- Le Roman de la Fleur de lys

## Drucke, Nachdrucke
- Jakob J. Stürzinger (Hrsg.): Le pèlerinage de la vie humaine. Gedruckt für den Roxburghe Club [by] Nichols & Sons, London 1893. Digitalisat
- Le pèlerinage de la vie humaine. Hendrick Eckert, Delft 5. April 1498. (Verkleinerter Abdruck in: ENGAGEMENT. Zeitschrift für Erziehung und Schule. Heft 3, Aschendorff Verlag, Münster 2001, S. 213–218)
- Frankwalt Möhren (Mithrsg. u. Mitkommentor): Le pelerinage de vie humaine. Zwei Bände. Wissenschaftliche Buchgesellschaft, Darmstadt 2013, ISBN 978-3-534-24042-5.
- Thomas Städtler (Hrsg.): Die Pilgerreise ins himmlische Jerusalem. Lambert Schneider, Darmstadt 2014, ISBN 978-3-650-40004-8.